# Olga Taussky-Todd
Olga Taussky-Todd (Olomouc, 30 d'agost de 1906 - Pasadena, Califòrnia, 7 d'octubre de 1995) va ser una matemàtica austríaca d'origen jueu, que va adoptar la nacionalitat estatunidenca el 1953. Experta en teoria de nombres i teoria de matrius.

## Biografia
Va néixer en Olomütz (actualment Olomouc) el 1905 sota l'Imperi austrohongarés (avui República Txeca), i amb tres anys, la seua família es trasllada a Viena i el 1916 s'instal·la definitivament en Linz, on el seu pare és contractat com a director en una fàbrica de vinagre.
Va estudiar matemàtica a la Universitat de Viena, i es va doctorar en teoria de nombres el 1930, sota la supervisió de Philipp Furtwängler. Durant aquells anys a Viena va participar en les reunions de l'anomenat Cercle de Viena, en les quals també participava Kurt Gödel, company seu d'estudis. El 1931, obté plaça d'ajudant a la Universitat de Gotinga on coneixerà l'algebrista Emmy Noether que, al costat de Gödel, influirà notablement en la seua recerca. Completa la seua formació amb un postgrau en el Bryn Mawr College de Pennsilvània (EUA, 1934-1935) i després va obtenir una beca per al Girton College de la Universitat de Cambridge. A causa del seu origen jueu, davant la pressió nazi, no va retornar a Àustria i va quedar-se a la Gran Bretanya. El 1937, s'incorpora a la Universitat de Londres, on coneixerà el matemàtic John Todd amb qui es casarà el 1938. A partir d'aleshores uní al seu cognom el del seu espòs. Tot i que van publicar junts alguns articles, es seus camp de recerca matemàtica eren diferents.
Entre 1943 i 1947 treballà com a enginyera d'avions en el Laboratori Nacional de Física (NPL) de Londres. Allí, Olga Taussky va investigar sobre les vibracions produïdes en les ales dels avions supersònics (o el fenomen de l'aeroelasticitat anomenat fluttering), i va simplificar molts càlculs a través d'equacions diferencials, utilitzant matrius, especialment aplicant l'oblidat teorema de Gerschgorin.
El 1947 emigra amb el seu marit als Estats Units, obté la nacionalitat estatunidenca el 1953. Durant alguns anys, Taussky i Todd van ser consultors de matemàtiques de l'Institut Nacional d'Estàndards i Tecnologia dels Estats Units, que aleshores estava desenvolupant la tecnologia informàtica, i el 1955 ambdós van entrar a treballar l'Institut Courant de Ciències Matemàtiques de Nova York. El 1957 els van oferir sengles llocs de treball a l'Institut Tecnològic de Califòrnia (Calthec): al seu marit, una càtedra i a ella, una plaça d'ajudant de recerca. Tot i lel seu estatus inferior oficialment, van permetre-li organitzar seminaris i supervisar tesis doctorals, com si fos professora. Per aquest motiu, quan el 1969 la premsa va anunciar que Caltech per primera vegada comptava en el seu professorat amb una dona, com a professora ajudant d'anglès, Taussky-Todd va sol·licitar un canvi de categoria professional; el 1971 finalment va aconseguir ser nomenada catedràtica.
Va publicar més de 200 articles en àlgebra, sobre tot en teoria de nombres. Olga Taussky-Todd és una figura clau en el desenvolupament de Teoria de Matrius i de desenvolupament de la computació. Una de les seues monografies més conegudes és Many aspects of Pythagorean Triangles. Va rebre nombroses condecoracions com la Creu d'Honor d'Àustria.
Olga Taussky-Todd va morir a Pasadena (Califòrnia), el 7 d'octubre de 1995.

## Obra

### Algunes publicacions
- «How I became a torchbearer for matrix theory», Am. Mathematical Monthly, vol. 95, 1988
- «Sums of squares», Am. Mathematical Monthly, vol. 77, 1970
- «A recurring theorem on determinants», Am. Mathematical Monthly, vol. 56, 1949

## Reconeixements
- 1971 Premi Halmos-Ford de l'Associació Matemàtica d'Amèrica[7] pel seu article «Sums of squares»[8]
- 1978 Condecoració d'Àustria per a la Ciència i l'Art
- 2016 Va ser honrada amb un bust al pati de la Universitat de Viena[9]